# Fruela da Cantábria
Fruela da Cantábria (morto ca. 758)  II duque da Cantabria, foi o filho de Pedro, duque da Cantábria e irmão do rei Afonso I.

## Biografia
Segundo as versões Rotensis e Sebastianum da Crónica de Afonso III, acompanhou a seu irmão o rei Afonso na guerra contra os invasores muçulmanos, conseguindo ganhar vários lugares, incluindo Lugo, Tui, Porto, Braga, Viseu, Chaves, Ledesma, e muitas outras cidades e territórios. 

## Descendência
Foi o pai de pelo menos quatro filhos e dois foram reis das Astúrias.
Com Menina Gundersindez teve:
- Bermudo I das Astúrias (ca. 750-797). Um dos Reis das Astúrias e primo do rei Afonso I das Astúrias.
- Aurélio das Astúrias (m. 751-773). O 5° Rei das Astúrias.
- Numabela das Astúrias (ca.752-790). Lady das Astúrias que se casou com o Franco, Loup II, Duque da Gasconha,com quem teve  Adela da Gasconha.
- Filha cujo nome é desconhecido, casada com um alavés chamado Lope. Porém conheceu Oveco, com quem teve Munia, a esposa do Rei Fruela I das Astúrias, seu primo de segundo grau.

## Bibliografía
- Besga Marroquín, Armando (2000). Orígenes hispanogodos del Reino de Asturias (em espanhol). Oviedo: Real Instituto de Estudios Asturianos. ISBN 84-8964-541-8
- Martínez Díez, Gonzalo (2004). El Condado de Castilla(711-1038): la historia frente a la leyenda (em espanhol). Valladolid: Junta de Castilla y León. ISBN 84-9718-275-8